# Agent contractuel subventionné
 (avril 2021).
Si vous disposez d'ouvrages ou d'articles de référence ou si vous connaissez des sites web de qualité traitant du thème abordé ici, merci de compléter l'article en donnant les références utiles à sa vérifiabilité et en les liant à la section « Notes et références ».
Pour les articles homonymes, voir ACS.
Avertissement : il est question ici d'un texte juridique pris par la Belgique dont la portée se limite à ce seul pays. 
Les agents contractuels subventionnés ou ACS sont des travailleurs qui s'inscrivent dans une politique régionale de l'emploi à Bruxelles qui vise réinsertion socio-professionnelle de certains groupes à risque de certains demandeurs d'emploi pour le secteur non marchand. Ce programme était appelé avant la régionalisation "Programmes de résorption du chômage".

## Conditions
Peuvent être engagés comme travailleurs ACS, les personnes qui sont chômeurs complets indemnisés qui sont inscrits comme demandeur d'emploi inoccupé pendant au moins six mois au cours de l'année qui précède leur engagement ou, sous certaines conditions, les personnes qui bénéficient du minimum de moyen d'existence pour autant qu'ils soient domiciliés en Région de Bruxelles-Capitale, ne fassent pas partie du conseil d'administration de l'association qui les emploie.

## Rémunération
La rémunération de ces travailleurs doit, au moins être équivalent à l'échelle barémique appliquée par les conventions collectives de travail.

### Source
- Les conventions collectives du travail sur le site du SPF Emploi, travail et concertation sociale